# Betula Beach
Betula Beach est un village d'été (summer village) du Comté de Parkland, situé dans la province canadienne d'Alberta.

## Démographie
En tant que localité désignée dans le recensement de 2011, Betula Beach a une population de 10 habitants dans 6 de ses 40 logements, soit une variation de -33,3 % avec la population de 2006. Avec une superficie de 0,183 6 km2, village d'été possède une densité de population de 54,466 2 hab/km2 en 2011.
Concernant le recensement de 2006, Betula Beach abritait 15 habitants dans 6 de ses 29 logements. Avec une superficie de 0,183 6 km2, village d'été possédait une densité de population de 81,7 hab/km2 en 2006.
| 2001 | 2006 | 2011 | 2016 |
| ---- | ---- | ---- | ---- |
| 10   | 15   | 10   | 16   |